# Landesgartenschau Höxter 2023
Die Landesgartenschau Höxter 2023 war die 19. Landesgartenschau des Landes Nordrhein-Westfalen. Die Stadt Höxter an der Oberweser im Weserbergland im Osten des Landes Nordrhein-Westfalen richtete die Gartenschau vom 20. April bis zum 15. Oktober 2023 aus.
Im Zuschlagsbescheid für den Standort Höxter war im Mai 2018 betont worden, dass ein Zweck der Gartenschau darin bestehe, die Altstadt von Höxter mit der Welterbestätte Corvey zu verbinden.
Für die Vorbereitung, Durchführung und Abwicklung sowie den Rückbau der Landesgartenschau ist die 2018 gegründete Landesgartenschau Höxter 2023 gGmbH zuständig.
Der Ostteil der Gartenschau befand sich auf dem Gebiet der Wüstung Corvey und des Remtergartens innerhalb der Mauern des Klosters Corvey. Durch die unmittelbare Nähe konnte ein Besuch der Landesgartenschau mit der Besichtigung der Welterbestätte Corvey verbunden werden. Die Gartenschau erstreckte sich vom Remtergarten entlang der Weser mit dem Weserbogen, der Weserscholle und der Weserlandschaft bis an den Rand der Altstadt. Die Ausstellungsteil Wallanlage umschloss diese im Norden. Durch Weser-Shuttle und Bus-Shuttle war der östliche Teil der Gartenschau mit Altstadt und DB-Bahnhof verbunden.
Zusätzlich wurden zahlreiche Veranstaltungen geboten. Vom 5. bis 15. Oktober wurden Remtergarten und Weserbogen mit LightArt 2023 – Höxter leuchtet inklusive Lasershow und Nebel illuminiert.
Unter dem Namen „Huxarium Gartenpark Höxter“ soll die Parkanlage der Landesgartenschau 2023 einschließlich des Archäologieparks erhalten bleiben.